# Ajtay-Gecse Sándor
Ajtay-Gecse Sándor (Magyarigen, 1863. február 25. – Győr, 1945. december 6.) magyar jogász, szakíró.

## Főbb munkái
- Erdészeti közigazgatás (Budapest, 1933);
- Az Aradi és Csanádi Egyesült Vasutak története (Arad, 1935).

## Család
Apja, Ajtay Gecse Lajos (sz. 1826) magyarigeni birtokos volt.
Három fiútestvére volt: Gyula, Bálint és Viktor.